# Placówka Straży Celnej „Redensblick”

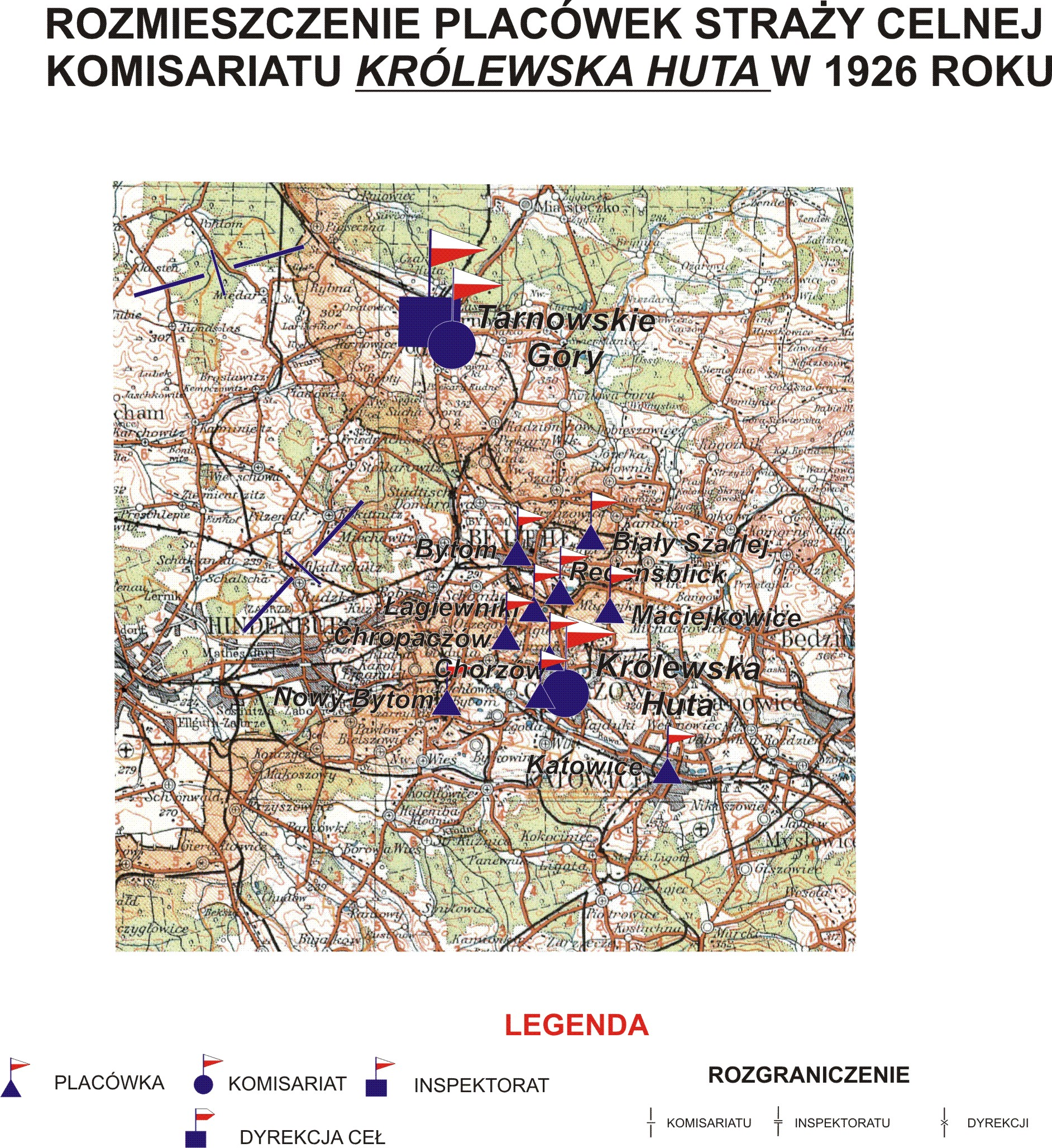
Rozmieszczenie placówek SC komisariatu „Królewska Huta” w 1926

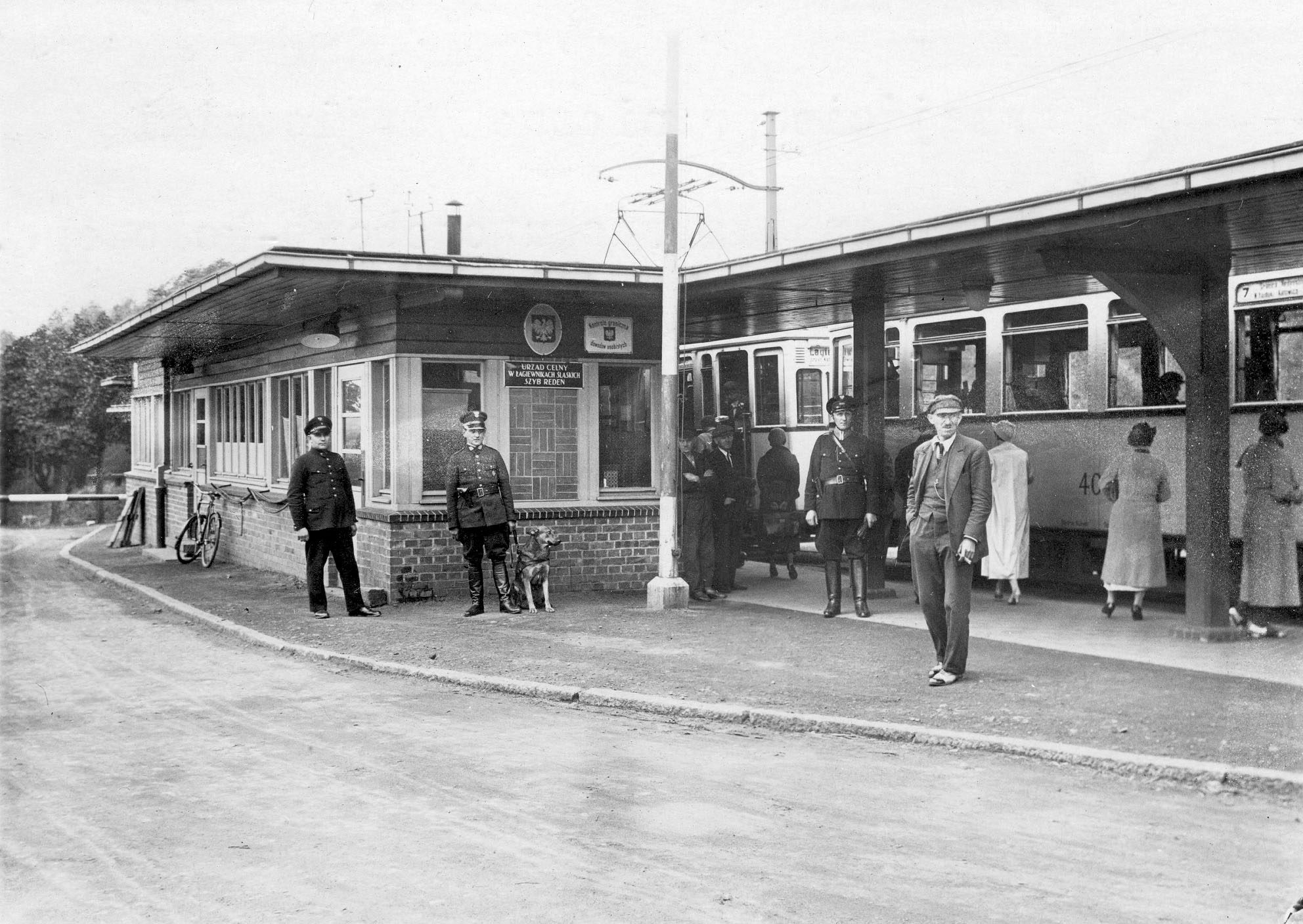
Placówka Urzędu Celnego Szyb Reden w Łagiewnikach Śląskich, 1932 rok

Placówka Straży Celnej „Redensblick” – jednostka organizacyjna Straży Celnej pełniąca w okresie międzywojennym służbę ochronną na granicy polsko-niemieckiej.

## Formowanie i zmiany organizacyjne
Na wniosek Ministerstwa Skarbu, uchwałą z 10 marca 1920 roku, powołano do życia Straż Celną. Od połowy 1921 roku jednostki Straży Celnej rozpoczęły przejmowanie odcinków granicy od pododdziałów Batalionów Celnych. Proces tworzenia Straży Celnej trwał do końca 1922 roku. Placówka Straży Celnej „Redensblick” weszła w podporządkowanie komisariatu Straży Celnej „Królewska Huta” z Inspektoratu SC „Tarnowskie Góry”.
W drugiej połowie 1927 roku przystąpiono do gruntownej reorganizacji Straży Celnej. W praktyce skutkowało to rozwiązaniem tej formacji granicznej. Ochronę północnej, zachodniej i południowej granicy państwa przejęła powołana z dniem 2 kwietnia 1928 roku Straż Graniczna.

## Funkcjonariusze placówki
Kierownicy placówki
| stopień          | imię i nazwisko, numer | okres pełnienia służby |
| ---------------- | ---------------------- | ---------------------- |
| starszy strażnik | Józef Skórek (934)     | był w 1926             |

Obsada personalna placówki w 1926:
- starszy strażnik Józef Skórek (934)